# Gualeguay
Gualeguay – miasto w Argentynie w prowincji Entre Ríos.
W 2015 roku miasto liczyło 43,5 tys. mieszkańców.
W mieście rozwinął się przemysł spożywczy.